# Khlong San
Khlong San (in thailandese: คลองสาน) è uno dei 50 distretti (khet) della città di Bangkok, in Thailandia.